# 사랑을 위하여 (1998년 드라마)
《사랑을 위하여》는 1998년 7월 13일부터 1999년 6월 5일까지 방영된 MBC 아침 드라마이다.

## 등장 인물
- 박인환 : 강태봉 역
- 박정수 : 최순금 역
- 이응경 : 강진경 역
- 이진우 : 은석규 역
- 김혜선 : 강선경 역
- 천호진 : 조봉팔 역
- 정혜영 : 강수경 역
- 최철호 : 김민우 역
- 이세창 : 안영준 역
- 양택조 : 은광도 역
- 김해숙 : 영준의 어머니 역
- 하유미 : 최순미 역
- 김정은 : 맹 간호사 역
- 이수아 : 주은심 역
- 유식 : 홍 닥터 역
- 이두일 : 최만득 역
- 송옥숙
- 한영숙 : 장 여사 역
- 조미령 : 미란 역
- 장서희 : 정화 역
- 송경철
- 박명수
- 최우혁 : 강하늘 역
- 김가영 : 조슬비 역
- 한은정
- 김지연
- 최은숙
- 최형근
- 김해숙
- 홍은희
- 조재혁
- 김상엽
- 송일국
- 함신영
- 허성수
- 박형선
- 김옥주
- 김승수
- 구혜진
- 김세아
- 권인선
- 이풍운

| MBC 아침 드라마                         | MBC 아침 드라마                                  | MBC 아침 드라마                                   |
| 이전 작품                               | 작품명                                           | 다음 작품                                         |
| --------------------------------------- | ------------------------------------------------ | ------------------------------------------------- |
| 맏이 (1998년 1월 5일 ~ 1998년 7월 11일) | 사랑을 위하여 (1998년 7월 13일 ~ 1999년 6월 5일) | 아름다운 선택 (1999년 6월 7일 ~ 1999년 12월 30일) |